# Sphaeralcea incana
Sphaeralcea incana är en malvaväxtart som beskrevs av John Torrey och Samuel Frederick Gray. Sphaeralcea incana ingår i släktet klotmalvor, och familjen malvaväxter.

## Underarter
Arten delas in i följande underarter:
- S. i. cuneata
- S. i. incana